# 秋田県道104号男鹿昭和飯田川線
秋田県道104号男鹿昭和飯田川線（あきたけんどう104ごう おがしょうわいいたがわせん）は、秋田県男鹿市から潟上市に至る一般県道である。

## 概要
国道101号交点からJR東日本 男鹿線 船越駅前へ向かって進み、南東方向へ折れて上二田駅の先までJR東日本 男鹿線と国道101号に平行して通る。潟上市天王字鶴沼台で国道101号に合流し、潟上市昭和大久保のランプで分岐、奥羽本線を渡ると、乱橋交差点で秋田県道303号秋田昭和飯田川線に合流左折する。大久保駅前を通過し、和田妹川交差点で県道303号と分岐して直進し、終点で国道7号・国道285号の交点に至る。
乱橋交差点から和田妹川交差点までは旧・国道7号、乱橋交差点から終点までは旧・国道285号だった区間である。

### 路線データ
- 総延長 : 17.406 km[2]
- 実延長 : 14.094 km[2]
- 起点 : 秋田県男鹿市船越字内子358番16（国道101号交点）[3]北緯39度53分58.49秒 東経139度56分38.27秒
- 終点 : 秋田県潟上市飯田川飯塚字古開89番1（国道7号・国道285号交点、飯塚古開交差点）[3]北緯39度54分4秒 東経140度5分9.38秒
- 未供用区間 : なし[2]

## 歴史
- 1959年（昭和34年）2月17日 - 秋田県道に認定される[3]。
- 2002年（平成14年）9月20日 - 国道101号バイパスが供用開始したのにともない、当県道も南秋田郡天王町天王字棒沼台（秋田県道56号秋田天王線交点）から昭和町大久保字小谷地（ランプ）まで重複区間を設定し、同時に昭和男鹿半島ICまで延びていた支線を廃止するとともに、昭和町大久保字イカリ沖27番地から昭和町大久保字阿弥陀堂60番1地先（乱橋交差点）まで供用開始する[4]。
- 2003年（平成15年）4月15日 - 国道101号の重複区間を変更し、南秋田郡天王町天王字鶴沼台 - 昭和町大久保字イカリ沖とし、天王町天王字二田 - 天王町天王字鶴沼台を認定する[5]。

## 路線状況

### 重複区間
- 国道101号（潟上市天王字鶴沼台・交点 - 潟上市昭和大久保字イカリ沖・ランプ）、3.312 km
- 秋田県道303号秋田昭和飯田川線（潟上市昭和乱橋・乱橋交差点 - 潟上市飯田川和田妹川・飯塚古開交差点）
- 秋田県道229号古井内大久保停車場線（潟上市昭和大久保字街道下 - 潟上市昭和大久保字虻川境）、40メートル

### 冬期閉鎖区間
- なし[6]

### 交通不能区間
- なし[7]

## 地理

### 交差する道路
| 施設名         | 接続路線名                        | 備考                        | 所在地 |
| -------------- | --------------------------------- | --------------------------- | --- |
|                | 国道101号                         | 起点                        | 男鹿市船越字内子 |
| 船越駅前交差点 | 秋田県道159号船越停車場線         | 県道159号終点               | 男鹿市船越字本町北緯39度54分11.28秒 東経139度56分46.85秒                                                               |
|                | 秋田県道158号二田停車場線         | 県道158号終点               | 潟上市天王字二田北緯39度53分3.74秒 東経139度59分25.56秒                                                                |
| ランプ         | 国道101号                         | 重複区間                    | 潟上市天王字鶴沼台北緯39度51分46.7秒 東経140度1分0.72秒 潟上市昭和大久保字小谷地北緯39度51分50.27秒 東経140度3分13.3秒 |
| 乱橋交差点     | 秋田県道303号秋田昭和飯田川線     |                             | 潟上市昭和大久保字阿弥陀堂北緯39度51分39.69秒 東経140度3分33.97秒                                                      |
| 大久保交差点 - | 秋田県道229号古井内大久保停車場線 | 重複区間・県道303号重複区間 | 潟上市昭和大久保字街道下 潟上市昭和大久保字虻川境北緯39度52分17.46秒 東経140度3分52.65秒                               |
| 和田妹川交差点 | 秋田県道303号秋田昭和飯田川線     |                             | 潟上市飯田川和田妹川北緯39度53分5.73秒 東経140度4分25.3秒                                                              |
| 飯塚古開交差点 | 国道7号 国道285号                 | 終点                        | 潟上市飯田川飯塚字古開                                                                                                 |

### 沿線の施設
- JR東日本 男鹿線 船越駅
- JR東日本 男鹿線 天王駅
- 東湖八坂神社
- 潟上市役所 天王出張所
- 天王郵便局
- JR東日本 男鹿線 二田駅
- JR東日本 男鹿線 上二田駅
- 潟上市役所
- JR東日本 奥羽本線 大久保駅
- 潟上市役所 昭和出張所
- 潟上市役所 飯田川出張所